# Auguste-François Lièvre
Auguste-François Lièvre, né le 28 février 1828 à Bazoges-en-Pareds, mort le 14 octobre 1898 à Paris, est un pasteur, bibliothécaire-archiviste de la ville de Poitiers. Historien du protestantisme poitevin et correspondant du Ministère de l’Instruction publique, il a été président de la Société archéologique et historique de la Charente en 1879-1881, puis en 1885-1886. 

## Biographie
Après de brillantes et solides études, Lièvre était entré à la Faculté de théologie de Montauban où il se fit déjà remarquer par sa passion naissante et qui ne fit que grandir, pour l’histoire du protestantisme français. Intitulée Du rôle que le clergé catholique de France a joué dans la révocation de l’édit de Nantes, sa thèse finale, qui dénotait un esprit hardi et franc, fit quelque bruit. Ému des audaces du jeune candidat, puisées aux meilleures et aux plus solides sources, le conseil de Faculté, à cette époque (1853), refusa le visa nécessaire à l’impression. Lièvre, qui ne voulait rien retrancher de ce qu’il avait écrit, emporta son manuscrit à Strasbourg où l’on n’avait pas les mêmes scrupules et les mêmes craintes, et où on l’accepta. Ses textes, repris plus lard par Lanfrey, dans l’Église et les philosophes au dix-huitième siècle (G. Charpentier, Paris, 1879 ; rééd. Slatkine, Genève, 1970), sont devenus aujourd’hui la vérité reconnue de tous les historiens impartiaux. Aussi cette thèse, souvent citée, fait-elle encore autorité.
Après la consécration qu’il reçut dans le temple de Mouilleron-en-Pareds, sa paroisse natale, le 27 novembre 1853, Lièvre fut nommé pasteur à Couhé. C’est là qu’il conçut et composa son Histoire des Protestants du Poitou (3 vol. in-8°, 1856-1859), très estimée. Cet ouvrage, qu’il dut publier à ses frais, alors que le mouvement, aujourd’hui si développé, d’études du protestantisme dans les provinces où il a régné, commençait à peine, se ressent quelque peu de la nécessité où l’auteur se vit de condenser, mais cette œuvre écrite dans un style lapidaire ne contient cependant ni erreur ni omission. Si tout n’y est pas développé, en particulier pour la période du Désert, tout s’y trouve au moins indiqué. Plus tard, Lièvre en a publié un abrégé populaire, édité par la Société des livres religieux de Toulouse, sous le titre : Les Martyrs poitevins (Société des livres religieux, Toulouse, 1874, 1 vol. in-12, 305 p.)
De Couhé, Lièvre passa à Angoulême en 1869. Là encore, cet esprit fin, curieux et toujours en éveil continua ses travaux, mais dans une autre direction. Sans se désintéresser de l’histoire du protestantisme, il se livra plus particulièrement à l’étude de l’archéologie, dans laquelle il se montra toujours de la plus haute valeur. La liste des travaux, tous de premier ordre, hautement appréciés, qu’il a publiés dans les annales des Sociétés savantes qui l’avaient admis dans leur sein est longue.
En 1885, après une succession de deuils, atteint lui-même dans sa santé, l’heure de la retraite sonna pour lui, mais non celle du repos. La ville de Poitiers, où il comptait de nombreux amis, où il était estimé et apprécié, l’appela à la direction de sa bibliothèque municipale. C’est là que Lièvre passa ses dernières années. La Faculté des lettres ayant fondé, au moyen d’une subvention municipale, un cours d’archéologie régionale, elle confia ce cours à Lièvre et à son ami Alfred Richard, l’archiviste de la Vienne. Le catalogue de la bibliothèque, le plus riche dépôt de l’Ouest, dont il avait la garde, n’ayant jamais été dressé, Lièvre s’attela à cette besogne écrasante et en rédigea toutes les fiches. Mais le mal qui l’avait obligé à la retraite ne le lâchait pas. Travailleur infatigable, il luttait avec une rare énergie contre une maladie de cœur, qui finit par le terrasser. Il s’est soudainement et paisiblement éteint, chez l’un de ses enfants où il était allé prendre quelque repos.

## Publications
- Du pouvoir spirituel du pape et de son infaillibilité, avec E. Verrue, N. Bernard, Poitiers, 1861 lire en ligne.
- La Misère et les épidémies à Angoulême aux XVIe et XVIIe siècles, Coquemard, Angoulême, 1886.
- Angoulême : histoire, institutions & monuments, L. Coquemard, Angoulême, 1885 lire en ligne.
- Catalogue de la Bibliothèque de la ville de Poitiers, Masson, Poitiers, 1895.
- Le Château et la chatellenie de Barbezieux en 1496, L. Coquemard, Angoulême, 1890.
- Le Menhir du Vieux-Poitiers, ratis Brivatiom, avec des notes philologiques, Poitiers, 1890.
- Saint-Amant-de-Boixe et ses environs, 1880, rééd. Res Universis, Paris, 1992.
- Les Fana ou vernements (dits piles romaines), du sud-ouest de la Gaule, Paris, 1888.
- Les Huîtres nourries en eau douce dans l'ancienne Aquitaine (problème d'archéologie et de zooéthique), J.Baer, Paris, 1883.
- Les chemins gaulois et romains entre la Loire et la Gironde, Niort, 1893.

## Sources
Tout ou partie des éléments biographiques reprennent la Société de l’histoire du protestantisme français, Bulletin historique et littéraire, t. XLVII, Paris, Agence centrale de la Société, 1898, 712 p. (lire en ligne), p. 615-6, qui est dans le domaine public.
- un article du site histoirepassion.eu.